# Vasco Matos
Vasco Miguel Lopes de Matos (Brandoa, Portugal, 10 de octubre de 1980) es un exjugador y entrenador de fútbol portugués. Actualmente dirige al Santa Clara de la Primeira Liga.
A lo largo de su trayectoria, se desempeñó mayormente en la segunda división de su país, acumulando 272 partidos y 14 goles en seis clubes diferentes. Además, tuvo participación en la Primeira Liga, disputando 21 encuentros y marcando tres tantos con el Vitória de Setúbal y el Beira-Mar.

## Trayectoria

### Como jugador
Originario de Brandoa, en Amadora, Lisboa, Matos dio sus primeros pasos en el fútbol a los ocho años en el Estrela da Amadora. Luego, optó por el Sporting de Lisboa en lugar del Benfica, aunque nunca llegó a jugar en el primer equipo, representando al Lourinhanense y al equipo de reservas en la tercera división.
En 2001, fue cedido al SC Campomaiorense, que militaba en el segundo escalafón, marcando así su debut profesional y coincidiendo con la última temporada del club en esa categoría. Posteriormente, se sumó al Vitória Setúbal, debutando en la Primeira Liga en la temporada 2002–03, a pesar del descenso del equipo ese año. En la siguiente temporada, se unió al Felgueiras, que atravesaba dificultades financieras, enfrentando cinco meses sin cobrar salario.
Tras su paso por el Olhanense y el Beira-Mar, este último descendido de la primera división en 2006-07, tuvo su única experiencia en el extranjero en febrero de 2008, representando al Rapid de Bucarest en la Liga I de Rumania.Regresó a la segunda división portuguesa en agosto de ese año, para jugar en el Portimonense.
Finalmente, disputó cuatro temporadas en el Aves, nuevamente en la segunda división, y una en el Benfica e Castelo Branco de la tercera división, además de su paso por el Vilafranquense en la primera liga distrital de la Asociación de Fútbol de Lisboa, antes de retirarse en 2016.

### Como entrenador
Matos fue asistente técnico de Filipe Coelho en el Leixões y el Vilafranquense, y se convirtió en entrenador del último equipo de la tercera división en diciembre de 2017, cuando su mentor se fue al extranjero.Debutó el 10 de diciembre con una victoria por 2-0 como visitante contra el Loures, y terminó la temporada como subcampeón, detrás del Mafra, antes de ser eliminado en las semifinales del play-off por el Farense (4-1 en el global).El 6 de marzo de 2019, fue relevado de sus funciones por decisión de la directiva portuguesa.
En junio de 2019, fue anunciado como entrenador del Alverca.El 17 de octubre, los llevó a una victoria en casa por 2-0 sobre el Sporting de Lisboa en la tercera ronda de la Copa de Portugal, la segunda vez que el oponente era eliminado por un equipo de tercera división.Sin embargo, el 27 de diciembre, dejó su cargo de mutuo acuerdo con el club.
El 5 de julio de 2020, asumió al frente del Casa Pia.No obstante, dejó su puesto durante la pretemporada, aunque permaneció en el equipo como asistente técnico.En junio de 2023, abandonó su puesto en el equipo de Lisboa para convertirse en entrenador del Santa Clara.En su primera temporada a cargo logró el ascenso a la Primeira Liga con un récord de 73 puntos, sin partidos perdidos fuera de casa y la mejor defensa de las diez grandes ligas europeas con solo 19 goles recibidos.
En 2024/25, la temporada más destacada de su historia, el Santa Clara logró una serie de hitos sin precedentes. El equipo sumó un récord de 57 puntos en la Primera Liga, finalizando en 5.º lugar, la mejor posición de siempre del club en la máxima categoría del fútbol portugués. Este rendimiento le permitió clasificarse para la UEFA Conference League y para la Copa de la Liga 2025/26.
Además, Santa Clara batió su récord de victorias en una temporada de la Primera Liga y consiguió el mejor inicio y la mejor primera vuelta de la historia del club en la competición. En defensa, destacó al encajar solo 32 goles, la cifra más baja registrada en una campaña de la Primera Liga para el club.
Con estos logros, Santa Clara se convirtió en el equipo recién ascendido con la mayor puntuación de siempre en la Primera Liga (57 puntos). Asimismo, su plantilla fue la que más valor incrementó en Portugal durante el año 2024. A nivel individual, Vasco Matos se convirtió en el más exitoso de la historia del club, con un total de 42 victorias.

## Clubes

### Como jugador
| Club                     | País     | Año       |
| ------------------------ | -------- | --------- |
| Sporting de Lisboa "B"   | Portugal | 1999-2002 |
| Lourinhanense (cedido)   | Portugal | 1999-2000 |
| Campomaiorense (cedido)  | Portugal | 2001-2002 |
| Vitória Setúbal          | Portugal | 2002-2003 |
| Felgueiras               | Portugal | 2003-2004 |
| Olhanense                | Portugal | 2004-2006 |
| Beira-Mar                | Portugal | 2006-2008 |
| Rapid de Bucarest        | Rumania  | 2008      |
| Portimonense             | Portugal | 2008-2010 |
| Aves                     | Portugal | 2010-2014 |
| Benfica e Castelo Branco | Portugal | 2014-2015 |
| Vilafranquense           | Portugal | 2015-2016 |

### Como entrenador
| Club           | País     | Año           |
| -------------- | -------- | ------------- |
| Vilafranquense | Portugal | 2017-2019     |
| Alverca        | Portugal | 2019          |
| Casa Pia       | Portugal | 2020          |
| Santa Clara    | Portugal | 2023-presente |

## Palmarés

### Como entrenador

#### Campeonatos nacionales
| Título       | Club        | País     | Año     |
| ------------ | ----------- | -------- | ------- |
| Segunda Liga | Santa Clara | Portugal | 2023-24 |